# Домашний чемпионат Великобритании 1894
Домашний чемпионат Великобритании 1894 — одиннадцатый розыгрыш Домашнего чемпионата, футбольного турнира с участием сборных четырёх стран Великобритании (Англии, Шотландии, Уэльса и Ирландии) Победителем турнира в седьмой раз в своей истории стала сборная Шотландии, которая по ходу соревнования не потерпела ни одного поражения. Главные конкуренты шотландцев, англичане, также завершили чемпионат без поражений, однако всё же уступили шотландцам титул с разницей в одно очко.
Чемпионат открылся матчем между сборными Уэльса и Ирландии, в котором валлийцы легко одержали победу со счётом 4:1. В следующем матче ирландцы играли на своём поле против англичан. Сборная Англии начиная с 20-й минуты играла в меньшинстве, после того как защитник Боб Холмс был вынужден покинуть поле из-за травмы. Тем не менее, к исходу часа игры англичане вели со счётом 0:2, однако ирландцы в итоге сумели свести матч вничью. В следующем туре англичане разгромили на выезде Уэльс со счётом 5:1, благодаря хет-трику Джона Витча, голу Роберта Гослинга и автоголу Чарли Парри. Пять голов валлийцы также пропустили от вступившей в чемпионат сборной Шотландии, которая выиграла матч со счётом 5:2. В дальнейшем шотландцы победили сборную Ирландии, и таким образом, судьба титула должна была решиться в финальном матче между Шотландией и Англией, в котором шотландцам для победы в чемпионате требовалась лишь ничья. Матч, проходивший в Глазго, установил новый мировой рекорд посещаемости — на стадионе собралось более 45 тысяч зрителей. Шотландцы забили гол уже на 7-й минуте, однако англичане почти сразу же сравняли счёт. Игра проходила напряжённо, и развязка наступила в самой концовке встречи, когда команды вновь обменялись голами — сначала Сэнди Макмаон на 75-й минуте вывел шотландцев вперёд, а затем счёт сравнял Джек Ренолдз. Игра завершилась вничью 2:2, принеся шотландцам звание чемпионов.

## Таблица
| Поз | Команда       | И | В | Н | П | МЗ | МП | РМ | О |
| --- | ------------- | - | - | - | - | -- | -- | -- | - |
| 1   | Шотландия (Ч) | 3 | 2 | 1 | 0 | 9  | 5  | +4 | 5 |
| 2   | Англия        | 3 | 1 | 2 | 0 | 9  | 5  | +4 | 4 |
| 3   | Уэльс         | 3 | 1 | 0 | 2 | 7  | 11 | −4 | 2 |
| 4   | Ирландия      | 3 | 0 | 1 | 2 | 4  | 8  | −4 | 1 |

## Матчи
| 24 февраля 1894 | Уэльс                               | 4:1     | Ирландия     | Суонси                                                                    |
| | Льюис 55′ 82′ · Джеймс 65′ · Ри 75′ | (отчёт) | Стэнфилд 20′ | Стадион: «Сент-Хеленс Регби Граунд» Зрителей: 7000 Судья: Джеймс Кэмпбелл |
| Уэльс: Джеймс Трейнер, Смарт Арридж, Оливер Тейлор, Роберт Джонс, Том Чепмен, Эйбел Хейес, Джек Эванс, Бенджамин Льюис, Билли Льюис, Джек Ри, Эдвин Джеймс Ирландия: Том Гордон, Роберт Стюарт, Сэм Торранс, Тэнни Маккйоун, Джек Бернетт, Боб Милн, Уильям Долтон, Джордж Гэффикин, Олферт Стэнфилд, Уильям Гибсон, Джеймс Баррон |                                     |         |              |                                                                           |

| 3 марта 1894 | Ирландия                  | 2:2     | Англия                  | Белфаст                                                 |
| | Стэнфилд 70′ · Гибсон 87′ | (отчёт) | Деви 43′ · Спайксли 55′ | Стадион: «Солитьюд» Зрителей: 8000 Судья: Томас Р. Парк |
| Ирландия: Том Скотт, Роберт Стюарт, Сэм Торранс, Сэм Джонстон, Джек Бернетт, Боб Милн, Уильям Долтон, Джордж Гэффикин, Олферт Стэнфилд, Уильям Гибсон, Джеймс Баррон Англия: Джозайя Ридер, Боб Хауарт, Боб Холмс, Джек Ренолдз, Джонни Холт, Джимми Крэбтри, Генри Чиппендейл, Джимми Уайтхед, Джек Деви, Деннис Ходжеттс, Фред Спайксли |                           |         |                         |                                                         |

| 12 марта 1894 | Уэльс       | 1:5     | Англия                                            | Рексем                                                         |
| | Боудлер 10′ | (отчёт) | Витч 30′ 55′ 80′ · Парри 31′ (авт.) · Гослинг 85′ | Стадион: «Рейскорс Граунд» Зрителей: 5500 Судья: Томас Р. Парк |
| Уэльс: Джеймс Трейнер, Чарли Парри, Дай Джонс, Джек Эванс, Том Чепмен, Эйбел Хьюз, Эдвин Джеймс, Бенджамин Льюис, Билли Льюис, Джек Ри, Джек Боудлер Англия: Лесли Гей, Вон Лодж, Фред Пелли, Энтони Хоссак, Чарльз Рефорд-Браун, Артур Топем, Роберт Топем, Роберт Гослинг, Гилберт Смит, Джон Витч, Руперт Сэндилендс |             |         |                                                   |                                                                |

| 24 марта 1894 | Шотландия                                                           | 5:2     | Уэльс          | Килмарнок                                                     |
| | Берри 40′ · Баркер 44′ · Чемберс 70′ · Александр 75′ · Джонстон 85′ | (отчёт) | Моррис 15′ 40′ | Стадион: «Регби Парк» Зрителей: 10 000 Судья: Джозеф Макбрайд |
| Шотландия: Эндрю Бэрд, Дэвид Кроуфорд, Роберт Фойерс, Джон Джонстон, Джимми Келли, Эдвард Макбейн, Томас Чемберс, Эндрю Стюарт, Дэвид Александр, Дэвидсон Берри, Джон Баркер Уэльс: Сэм Гиллам, Оливер Тейлор, Эйбел Хьюз, Джордж Уильямс, Том Чепмен, Томас Уортингтон, Хью Моррис, Бенджамин Льюис, Билли Льюис, Джек Ри, Эдвин Джеймс |                                                                     |         |                |                                                               |

| 31 марта 1894 | Ирландия     | 1:2     | Шотландия                       | Белфаст                                                |
| | Стэнфилд 65′ | (отчёт) | Торранс 25′ (авт.) · Тейлор 28′ | Стадион: «Солитьюд» Зрителей: 6000 Судья: Эдвард Фенна |
| Ирландия: Том Скотт, Роберт Стюарт, Сэм Торранс, Тэнни Маккйоун, Джек Бернетт, Боб Милн, Уильям Долтон, Джордж Гэффикин, Олферт Стэнфилд, Уильям Гибсон, Джеймс Баррон Шотландия: Фрэнк Барретт, Дэвид Кроуфорд, Джок Драммонд, Роберт Маршалл, Дэвид Стюарт, Уильям Лонгэр, Джон Тейлор, Джеймс Блессингтон, Дэвид Александр, Роберт Скотт, Алекс Киллор |              |         |                                 |                                                        |

| 7 апреля 1894 | Шотландия              | 2:2     | Англия                                                    | Глазго                                                  |
| | Лэмби 7′ · Макмаон 75′ | (отчёт) | Гудолл 12′ · Ренолдз, Джек (футболист, 1869)Ренолдз]] 85′ | Стадион: «Селтик Парк» Зрителей: 45 107 Судья: Джон Рид |
| Шотландия: Дэвид Хэддоу, Дональд Силларс, Дэниел Дойл, Айзек Бегби, Эндрю Маккриди, Дэвид Митчелл, Вилли Галлиленд, Джеймс Блессингтон, Сэнди Макмаон, Джон Макферсон, Уильям Лэмби Англия: Лесли Гей, Томми Клэр, Фред Пелли, Джек Ренолдз, Джонни Холт, Эрнест Нидем, Билли Бассетт, Гилберт Смит, Джон Гудолл, Эдгар Чедуик, Фред Спайксли |                        |         |                                                           |                                                         |

## Чемпион
| Чемпион Великобритании 1894 |
| Шотландия Седьмой титул     |

## Бомбардиры
| - 3 гола - Джон Витч - Олферт Стэнфилд - 2 гола - Билли Льюис - Хью Моррис - 1 гол - Роберт Гослинг - Джон Гудолл - Джек Деви - Джек Ренолдз - Фред Спайксли - Уильям Гибсон - Джек Боудлер | - 1 гол (продолжение) - Эдвин Джеймс - Джек Ри - Дэвид Александр - Джон Баркер - Дэвидсон Берри - Джон Джонстон - Уильям Лэмби - Сэнди Макмаон - Джон Тейлор - Томас Чемберс - Автогол - Сэм Торранс - Чарли Парри |